# Hugo Ulrich
Hugo Ulrich, född den 25 november 1827 i Oppeln, död den 23 mars 1872 i Berlin, var en tysk tonsättare.
Ulrich var student i Berlin 1846. Han tog under tiden lektioner i musik av Siegfried Wilhelm Dehn och vistades under åren 1856–58 i Italien. Därefter blev han lärare i komposition vid musikkonservatoriet i Berlin. En av hans symfonier vann första pris vid en tävling i Bryssel. Han komponerade mässor, motetter och madrigaler samt en stråkkvartett med mera.